# Rod Paige
Pour les articles homonymes, voir Paige.
Roderick Raynor Paige, né le 17 juin 1933 à Monticello (Mississippi), est un homme politique américain. Membre du Parti républicain, il est secrétaire à l'Éducation entre 2001 et 2005 dans l'administration du président George W. Bush.

## Biographie

### Études et carrière professionnelle
Rod Paige passa son enfance dans l'État ségrégationniste du Mississippi. Il est né à Monticello (Mississippi), fils d'enseignants de l'école publique.
Il est diplômé de l'université du Mississippi et obtient un doctorat à l'université de l'Indiana à Bloomington.
Il fait sa carrière professionnelle dans l'enseignement, notamment au Texas. Son principe est que l'éducation donne l'occasion de sortir de sa condition sociale. Il veut que les établissements scolaires soient évalués périodiquement et les enseignants mis en compétition.
En 1994, superintendant des écoles, il initie le programme d'évaluation « PEER » (Peer Examination, Evaluation, and Redesign) ainsi qu'un système de charte.
Il est membre de la National Association for the Advancement of Colored People (NAACP)
En 2000, Paige reçoit le prix Harold W. McGraw, Jr. pour son investissement dans l'éducation ainsi que le « National Association of Black School Educators' Superintendent of the Year award ».

### Carrière politique
En 2001, il est nommé superintendant national de l'année par l'Association américaine des administrateurs des écoles. La même année, il devient secrétaire à l'Éducation.
En février 2004, le secrétaire Paige s'emporta contre l'Association de l'éducation nationale qu'il accusa d'obstruction à l'application de la réforme « No Child Left Behind ».